# Winter-Asienspiele 2025/Teilnehmer (Nordkorea)
| Gelbes Symbol für Goldmedaillen mit stilisierten Olympischen Ringen | Graues Symbol für Silbermedaillen mit stilisierten Olympischen Ringen | Braundes Symbol für Bronzemedaillen mit stilisierten Olympischen Ringen |
| ------------------------------------------------------------------- | --------------------------------------------------------------------- | ----------------------------------------------------------------------- |
| —                                                                   | 1                                                                     | —                                                                       |

Nordkorea nimmt mit drei Athleten an den Winter-Asienspiele 2025 in Harbin teil. Die Dameneishockeymannschaft hatte sich zwar qualifiziert, jedoch wurde keine Mannschaft entsandt.

## Teilnehmer nach Sportarten

### Eiskunstlauf
| Athleten      | Wettbewerbe | Kurzprogramm/ Rhythmustanz | Kurzprogramm/ Rhythmustanz | Kür    | Kür  | Gesamt | Gesamt |
| Athleten      | Wettbewerbe | Punkte                     | Rang                       | Punkte | Rang | Punkte | Rang   |
| ------------- | ----------- | -------------------------- | -------------------------- | ------ | ---- | ------ | ------ |
| Frauen        |             |                            |                            |        |      |        |        |
| Ryom Tae-Ok   |             |                            |                            |        |      |        |        |
| Männer        |             |                            |                            |        |      |        |        |
| Ro Yong-Myong |             |                            |                            |        |      |        |        |
| Han Kum-Chol  |             |                            |                            |        |      |        |        |